# Zárójelentés (egészségügy)
A zárójelentés olyan írásbeli összefoglaló jelentés, amelyet több résztevékenységből álló, összefüggő ellátási folyamat végén vagy fekvőbeteg-gyógyintézeti ellátást követően kell kiállítani. A zárójelentést – törvényben foglalt kivétellel – a betegnek át kell adni.